# فيروز كلا السفلي (دشت سر)
فیروز کلا السفلی (بالفارسية: فیروزکلا سفلی) هي قرية تقع في إيران في قسم دشت سر الريفي. يقدر عدد سكانها بـ 841 نسمة .